# Natalia Pablos
Natalia Pablos Sanchón (Madrid, 15 de octubre de 1985) es una exfutbolista española que jugaba como delantera. Pasó la mayor parte de su carrera en el Rayo Vallecano de Madrid.

## Trayectoria
Natalia Pablos ha pasado la mayor parte de su carrera en el Rayo Vallecano, en el que empezó a jugar en 2000. A lo largo de 15 temporadas ha marcado 350 goles en la liga española. En 2006 debutó con la selección española.
En 2013 dejó el Rayo y fichó por el Bristol Academy, de la WSL inglesa. Poco después regresó a la selección tras 6 años sin ser convocada. En septiembre de 2014 marcó los dos goles de una victoria sobre Rumanía que selló la clasificación de España para el Mundial 2015 por primera vez en su historia.
El 16 de diciembre de 2014 el Arsenal anuncia su fichaje, uniéndose al equipo que dirige Pedro Martínez Losa, con quien coincidió en el Rayo Vallecano.
En enero de 2017 en el mercado de invierno vuelve al Rayo Vallecano donde recupera su número 11 en el equipo. Tras una temporada donde sus goles auparon al cuadro vallecano, Natalia decidió anunciar su retirada pero el Rayo Vallecano se la negó, alegando una cláusula en la que si no cumplía con el contrato debería abonar al club 250.000€. Finalmente en septiembre de 2018, tras contratar a Oriana Altuve, el club le otorgó la libertad de acción, lo que le permitió retirarse.